# Plemenita pečurka
Plemenita pečurka ili šampinjon (lat. Agaricus bisporus) je jestiva gljiva iz porodice pečurki (Agaricaceae). Plemenita pečurka se uzgaja u više od 70 država i jedna je od najčešće korištenih gljiva u kuhinji na svijetu.

## Opis
- Klobuk plemenite pečurke je širok do 10 centimetara, bijel, na dodir crvenkast, u početku polukuglast, poslije ispupčen, u starosti raširen i plosnat, gladak, u mladosti na rubovima ima ostatke ovoja.
- Listići su slobodni i gusti, u početku bjelkasti, kasnije crvenkastosmeđi.
- Stručak je visok do 6 centimetara, promjera do 1,5 cm, bijel, u početku pun, kasnije se prošuplji, zdepast, kratak, lako se odvaja od klobuka.
- Meso je bijelo, na prerezu postane ružičasto, na zrelim gljivama smeđe, čvrsto, ugodnog mirisa i okusa.
- Spore su eliptične, glatke, otrusina je smeđa.

## Stanište
Prirodno je rasprostranjena gljiva u Europi i Sjevernoj Americi. Raste na pašnjacima, u vrtovima, parkovima, uz putove, voli rasti na dobrom pognojenom tlu. Možemo je naći od lipnja do studenog. Masovno se uzgaja širom svijeta, jedna je od najčešćih gljiva. 

## Upotrebljivost
Plemenita pečurka je jestiva, odlične kvalitete. Može se jesti i sirova.

## Sličnosti
U grupu Agaricus, čiji je predstavnik lipika, pripadaju: Agaricus abruptibulba Peck, Agaricus macrospora (Moell. ex Schff.) Pilat, Agaricus xanthoderma Genevier, Agaricus silvicola (Vitt.) Sace, koje na pritisak požute. Agaricus xanthoderma Gen. ili otrovna pečurka je otrovna i potreban je velik oprez prilikom ubiranja plemenite pečurke. Također je potrebno biti na oprezu da ne uberemo mladu zelenu ili bijelu pupavku koje su smrtno otrovne, a na dnu stručka imaju jako zadebljanje s ostacima bijelog ovoja. 

## Slike
|  |  |  |  |  |
|  |  |  |  |  |